# Alpiner Skieuropacup 1973/74
Gesamt- und Disziplinenwertungen der Saison 1973/1974 des Alpinen Skieuropacups.

## Europacupwertungen

### Gesamtwertung
| Rang | Name                   | Land       | Punkte |
| ---- | ---------------------- | ---------- | ------ |
| 1    | Christian Witt-Dörring | Österreich | 138    |
| 2    | Josef Loidl            | Österreich | 130    |
| 3    | Giulio Corradi         | Italien    | 128    |

| Rang | Name             | Land       | Punkte |
| ---- | ---------------- | ---------- | ------ |
| 1    | Elena Matous     | San Marino | 195    |
| 2    | Conchita Puig    | Spanien    | 154    |
| 3    | Agnes Vivet-Gros | Frankreich | 133    |

### Abfahrt
| Rang | Name                   | Land       | Punkte |
| ---- | ---------------------- | ---------- | ------ |
| 1    | Christian Witt-Dörring | Österreich | 105    |
| 2    | Josef Loidl            | Österreich | 073    |
| 3    | Franco Bieler          | Italien    | 047    |

| Rang | Name               | Land       | Punkte |
| ---- | ------------------ | ---------- | ------ |
| 1    | Elfi Deufl         | Österreich | 81     |
| 2    | Brigitte Totschnig | Österreich | 60     |
| 3    | Marianne Ranner    | Österreich | 55     |

### Riesenslalom
| Rang | Name            | Land       | Punkte |
| ---- | --------------- | ---------- | ------ |
| 1    | Werner Mattle   | Schweiz    | 90     |
| 2    | Laurent Mazzili | Frankreich | 75     |
| 3    | Sepp Oberfrank  | Italien    | 63     |

| Rang | Name          | Land       | Punkte |
| ---- | ------------- | ---------- | ------ |
| 1    | Conchita Puig | Spanien    | 125    |
| 2    | Elena Matous  | San Marino | 100    |
| 3    | Odile Chalvin | Frankreich | 080    |

### Slalom
| Rang | Name                        | Land       | Punkte |
| ---- | --------------------------- | ---------- | ------ |
| 1    | Giulio Corradi              | Italien    | 120    |
| 2    | Roland Roche                | Frankreich | 081    |
| 3    | Juan Manuel Fernández Ochoa | Spanien    | 064    |

| Rang | Name             | Land       | Punkte |
| ---- | ---------------- | ---------- | ------ |
| 1    | Elena Matous     | San Marino | 95     |
| 2    | Agnes Vivet-Gros | Frankreich | 63     |
| 3    | Odile Chalvin    | Frankreich | 50     |